# Cynoglossoideae
Cynoglossoideae, potporodica boražinovki. Sastoji se od osam tribusa.

## Tribusi
1. Tribus Lasiocaryeae Weigend
  1. Chionocharis I. M. Johnst. (1 sp.)
  2. Microcaryum I. M. Johnst. (2 spp.)
  3. Lasiocaryum I. M. Johnst. (6 spp.)
2. Tribus Trichodesmeae Zakirov ex H. Riedl
  1. Trichodesma R. Br. (40 spp.)
  2. Caccinia Savi (6 spp.)
3. Tribus Asperugeae Zakirov ex Ovczinnikova
  1. Memoremea A. Otero, Jim. Mejías, Valcárcel & P. Vargas (1 sp.)
  2. Asperugo L. (1 sp.)
  3. Anoplocaryum Ledeb. (6 spp.)
  4. Mertensia Roth (35 spp.)
4. Tribus Omphalodeae Weigend
  1. Gyrocaryum Valdés (1 sp.)
  2. Iberodes Serrano, R. Carbajal & S. Ortiz (5 spp.)
  3. Nihon IA. Otero, Jim. Mejías, Valcárcel & P. Vargas (5 spp.)
  4. Omphalodes Mill. (12 spp.)
  5. Omphalotrigonotis W. T. Wang (2 spp.)
  6. Sinojohnstonia Hu (4 spp.)
  7. Mimophytum Greenm. (11 spp.)
  8. Myosotidium Hook. (1 sp.)
  9. Selkirkia Hemsl. (4 spp.)
5. Tribus Rochelieae A. DC.
  1. Subtribus Heterocaryinae H. Riedl
    1. Suchtelenia Kar. ex Meisn. (1 sp.)
    2. Pseudoheterocaryum Kaz. Osaloo & Saadati (4 spp.)
    3. Heterocaryum A. DC. (2 spp.)

  2. Subtribus Eritrichiinae Benth. & Hook. fil.
    1. Hackelia Opiz ex Berchtold (49 spp.)
    2. Embadium J. M. Black (3 spp.)
    3. Oncaglossum Sutorý (1 sp.)
    4. Pseudolappula Khoshsokhan & Kaz. Osaloo (1 sp.)
    5. Eritrichium Schrad. (76 spp.)
    6. Lappula Moench (78 spp.)
    7. Lepechiniella Pop. (15 spp.)
    8. Rochelia Rchb. (25 spp.)
6. Tribus Craniospermeae DC. ex Meisn.
  1. Craniospermum Lehm. (11 spp.)
7. Tribus Myosotideae Rchb. fil.
  1. Brachybotrys Maxim. ex Oliv. (1 sp.)
  2. Trigonotis Stev. (69 spp.)
  3. Stephanocaryum Pop. (3 spp.)
  4. Decalepidanthus Riedl (10 spp.)
  5. Pseudomertensia Riedl (8 spp.)
  6. Myosotis L. (155 spp.)
8. Tribus Cynoglosseae W. D. J. Koch
  1. Subtribus Microulinae Weigend
    1. Afrotysonia IRauschert (3 spp.)
    2. Microula Benth. (34 spp.)
    3. Metaeritrichium W. T. Wang (1 sp.)
    4. Actinocarya Benth. (2 spp.)

  2. Subtribus Amsinckiinae Brand
    1. Andersonglossum J. I. Cohen (3 spp.)
    2. Adelinia J. I. Cohen (1 sp.)
    3. Dasynotus I. M. Johnst. (1 sp.)
    4. Harpagonella A. Gray (2 spp.)
    5. Pectocarya DC. ex Meisn. (12 spp.)
    6. Amsinckia Lehm. (14 spp.)
    7. Simpsonanthus Guilliams, Hasenstab & B. G. Baldwin (1 sp.)
    8. Oreocarya Greene (62 spp.)
    9. Eremocarya Greene (1 sp.)
    10. Sonnea IGreene (3 spp.)
    11. Plagiobothrys Fisch. & C. A. Mey. (65 spp.)
    12. Greeneocharis Gürke & Harms (2 spp.)
    13. Johnstonella Brand (18 spp.)
    14. Cryptantha Lehm. ex Fisch. & C. A. Mey. (106 spp.)
    15. Nesocaryum I. M. Johnst. (1 sp.)

  3. Subtribus Bothriosperminae H. Riedl
    1. Bothriospermum Bunge (6 spp.)
    2. Thyrocarpus Hance (3 spp.)
    3. Antiotrema Hand.-Mazz. (1 sp.)

  4. Subtribus Cynoglossinae Dumort.
    1. Lindelofia Lehm. (10 spp.)
    2. Microparacaryum (Popov ex Riedl) Hilger & Podlech (3 spp.)
    3. Brandellia R. R. Mill (1 sp.)
    4. Paracynoglossum IPopov (9 spp.)
    5. Paracaryum Boiss. (68 spp.)
    6. Cynoglossum L. (68 spp.)
    7. Ailuroglossum Sutorý (2 spp.)
    8. Cynoglossopsis Brand (2 spp.)
    9. Ivanjohnstonia Kazmi (1 sp.)
    10. Crucicaryum O. Brand (1 sp.)
    11. Rindera Pall. (32 spp.)
    12. Pardoglossum Barbier & Mathez (5 spp.)
    13. Solenanthus Ledeb. (22 spp.)
    14. Mapuchea Serrano, R. Carbajal & S. Ortiz (1 sp.)